# 言尚焜
言尚焜，也作言尚琨，中國清朝官員，本籍中國江蘇常熟县。言尚焜於1795年左右接替沈颺，於台灣擔任台灣府海防兼南路理番同知。品等為正五品的該官職隸屬於台灣府，主管全台灣船政治安業務及台灣南路之台灣原住民事務，相當於副知府。1805年署任福州府连江县知县，翌年卸任后由蒋镛接任。